# Салахович, Сеад
Сеад Салахович (серб. Сеад Салаховић; 24 октября 1977, Призрен, САК Косово, Югославия) — югославский и сербский футболист.

## Биография
В начале карьеры выступал за клубы «Палилулац» (Белград), «Звездара» и «Обилич». Летом 2000 года перешёл в российскую «Аланию», за которую провёл 1 матч. За переход Сеада Салаховича и Владицы Чурчича «витязи» получили 220 тысяч долларов. Через полгода покинул Владикавказ, перебравшись в бельгийский «Роял Антверп», после чего выступал за «Лиморад», а также за македонскую и болгарскую «Беласицы». В 2004 году перешёл в украинский «Кривбасс». Первый сезон складывался удачно, Салахович забивал и был любимцем болельщиков, однако во втором сезоне забивал мало. В феврале 2005 года был на просмотре в «Металлисте». С 2005 по 2008 годы играл за клуб «Падинска-Скела».